# Crescent City (Florida)
Crescent City és una població dels Estats Units a l'estat de Florida. Segons el cens del 2000 tenia 1.776 habitants.

## Demografia
Segons el cens del 2000, Crescent City tenia 1.776 habitants, 678 habitatges, i 435 famílies. La densitat de població era de 374,7 habitants per km².
Dels 678 habitatges en un 27,7% hi vivien nens de menys de 18 anys, en un 40,4% hi vivien parelles casades, en un 18,7% dones solteres, i en un 35,8% no eren unitats familiars. En el 31,1% dels habitatges hi vivien persones soles el 16,7% de les quals corresponia a persones de 65 anys o més que vivien soles. El nombre mitjà de persones vivint en cada habitatge era de 2,49 i el nombre mitjà de persones que vivien en cada família era de 3,12.
Per edats la població es repartia de la següent manera: un 27,4% tenia menys de 18 anys, un 7,4% entre 18 i 24, un 21,6% entre 25 i 44, un 20,9% de 45 a 60 i un 22,7% 65 anys o més.
L'edat mediana era de 40 anys. Per cada 100 dones de 18 o més anys hi havia 81,8 homes.
La renda mediana per habitatge era de 22.500 $ i la renda mediana per família de 28.913 $. Els homes tenien una renda mediana de 26.786 $ mentre que les dones 15.887 $. La renda per capita de la població era de 12.767 $. Entorn del 24,5% de les famílies i el 27,9% de la població estaven per davall del llindar de pobresa.

## Poblacions més properes
El següent diagrama mostra les poblacions més properes.